# Alderney Airport
Alderney Airport is een luchthaven op het eiland Alderney, dat deel uitmaakt van de Kanaaleilanden. De luchthaven werd geopend in 1935 en is daarmee de oudste luchthaven van de Kanaaleilanden.
Alderney Airport heeft drie operationele start- en landingsbanen. De hoofdbaan bestaat uit voornamelijk asfalt en de beide andere banen uit gras.
De terminal werd gebouwd in 1968 en bevat naast de aankomst- en de vertrekhal twee incheckbalies, een voor elke maatschappij die van de luchthaven gebruikmaken (Aurigny en Blue Islands).
Een Nederlands bedrijf dat Fort Tourgis (een nabijgelegen voormalig fort) heeft gekocht, heeft voorgesteld om het luchthavengebouw en de landingsbaan uit te breiden. Het eilandbestuur heeft het bedrijf gevraagd £400.000 te besteden aan het vliegveld.
Vanaf Alderney Airport worden alleen rechtstreekse vluchten uitgevoerd naar Guernsey en naar Southampton. Vluchten naar andere bestemmingen, waaronder Brighton, Bournemouth, Cherbourg, Exeter, Plymouth en Jersey, zijn in de loop der jaren komen te vervallen vanwege lage passagiersaantallen. Deze vluchten werden uitgevoerd door Blue Islands en Aurigny, maar in de jaren zeventig en tachtig ook door Alderney Air Ferries, Air Sarnia en Air Camelot.